# Tanaorhinus reciprocata
Tanaorhinus reciprocata là một loài bướm đêm trong họ Geometridae.